# Calycomyza jamaicana
Calycomyza jamaicana är en tvåvingeart som beskrevs av Zlobin 1996. Calycomyza jamaicana ingår i släktet Calycomyza och familjen minerarflugor.
Artens utbredningsområde är Jamaica. Inga underarter finns listade i Catalogue of Life.